# Amphipyra parvula
Amphipyra parvula là một loài bướm đêm trong họ Noctuidae.